# آناتا (شرکت)
گروه صنعتی نجاتی با نام تجاری آناتا یک شرکت تولیدکننده مواد غذایی مستقر در شهر تبریز است این شرکت یکی از قدیمترین شرکت‌های تولیدکننده شیرینی و شکلات در کشور است.
محصولات تولیدی این شرکت شامل بیسکویت، شکلات، کیک، ویفر، کراکر، مارش مالو، آبنبات، تافی، آدامس و کره کاکائو و … می‌باشد.

## تاریخچه
این شرکت فعالیت خود را از سال ۱۳۱۶ هجری شمسی با تولید نوعی شیرینی سنتی به نام شکر پنیر آغاز کرد و در سال ۱۳۵۳ گروه صنعتی نجاتی را در اداره ثبت شرکتهای تبریز به ثبت رسانید؛ و با بهره‌گیری از ماشین آلات و دستگاه‌های اتوماتیک و نگرش اصولی نسبت به نیاز بازار و مشتریان، سعی در افزایش تنوع و تولید محصولات خود نمود.